# اوسیو سوپرا
اوسیو سوپرا (به ایتالیایی: Osio Sopra) یک کومونه در ایتالیا است که در استان برگامو واقع شده‌است.

## خصوصیات
اوسیو سوپرا ۵ کیلومترمربع مساحت و ۵٫۱۱۶ نفر جمعیت دارد و ۱۹۲ متر بالاتر از سطح دریا واقع شده‌است.